# Guyaanse voetbalbond
De Guyana Football Federation of Guyaanse voetbalbond (GFF) is de voetbalbond van Guyana. De voetbalbond werd opgericht in 1902 en is lid van de CONCACAF. In 1970 werd de bond lid van de FIFA.
De voetbalbond is verantwoordelijk voor het Guyaans voetbalelftal en de nationale voetbalcompetitie, de GFF Elite League.

## President
De huidige president (december 2018) is Wayne Forde.